# Channomuraena
Channomuraena és un gènere de peixos morena de la família Muraenidae.

## Taxonomia
- Channomuraena bauchotae Saldanha i Quéro, 1994
- Channomuraena vittata (J. Richardson, 1845)